# Watschentanz
Der Watschentanz, Watschenplattler oder Watschinger ist ein Kunsttanz. Er nimmt Anleihen bei Figuren und Elementen des traditionellen bayerischen Schuhplattlers („Reit-im-Winkler-Plattler“), ist aber kein traditioneller bayerischer Tanz. Die Tanzpartner täuschen dabei durch Klatschen vor, dass sie sich Ohrfeigen (bayrisch: Watschen) verabreichen.
Nach dem Volkstum-Forscher Karl Horak haben zwei Mitglieder des Gebirgstrachten-Erhaltungsvereins Taubenberger in Holzkirchen den Watschenplattler zur Unterhaltung von Sommerfrischlern entwickelt und ihn 1907 in Bad Reichenhall zum ersten Mal öffentlich aufgeführt. Einige Plattlergruppen haben ihn in den 1950er Jahren deshalb in ihr Repertoire übernommen, da er immer wieder von Touristen als typisch bayerischer Tanz gewünscht wurde.
Der Watschenplattler wurde häufig in Heimatfilmen der 1950er und 1960er Jahre gezeigt. In der Hochzeitsszene des Films Die fröhliche Wallfahrt wurde er sogar von Kindern dargestellt. Auch auf Veranstaltungen der volkstümlichen Musik wird er heute noch gezeigt.
Der Watschenplattler wurde damit zum Sinnbild des sogenannten „Deppenbayerntums“, in dem Bayern klischeehaft als rückständig, grob und streitlustig dargestellt werden. Einige Trachtenverbände untersagten ihren Mitgliedsvereinen, den Tanz bei öffentlichen Auftritten aufzuführen.